# NAACP Image Awards 2006
Die NAACP Image Awards wurden am 25. Februar 2006 zum 37. Mal von der National Association for the Advancement of Colored People (NAACP) im Shrine Auditorium in Los Angeles vergeben.

## Gewinner und Nominierte im Bereich Film

### Bester Film
L.A. Crash
- Coach Carter
- Hitch – Der Date Doktor
- Hustle & Flow
- Das verrückte Tagebuch

### Bester Hauptdarsteller
Samuel L. Jackson – Coach Carter
- Laurence Fishburne – Das Ende – Assault on Precinct 13
- Shemar Moore – Das verrückte Tagebuch
- Terrence Howard – Hustle & Flow
- Will Smith – Hitch – Der Date Doktor

### Beste Hauptdarstellerin
Kimberly Elise – Das verrückte Tagebuch
- Queen Latifah – Beauty Shop
- Rosario Dawson – Rent
- Zhang Ziyi – Die Geisha
- Zoë Saldaña – Guess Who – Meine Tochter kriegst du nicht!

### Bester Nebendarsteller
Terrence Howard – L.A. Crash
- Anthony Anderson – Hustle & Flow
- Ludacris – L.A. Crash
- Don Cheadle – L.A. Crash
- Larenz Tate – L.A. Crash

### Beste Nebendarstellerin
Cicely Tyson – Das verrückte Tagebuch
- Ashanti – Coach Carter
- Elise Neal – Hustle & Flow
- Taraji P. Henson – Hustle & Flow
- Thandie Newton – L.A. Crash

## Gewinner und Nominierte im Bereich Fernsehen

### Beste Serie – Comedy
Alle hassen Chris
- The Bernie Mac Show
- The Boondocks
- Girlfriends
- Half & Half

### Bester Serien-Hauptdarsteller – Comedy
Bernie Mac – The Bernie Mac Show
- Donald Faison – Scrubs – Die Anfänger
- George Lopez – George Lopez
- Omar Gooding – Barbershop
- Tyler James Williams – Alle hassen Chris

### Beste Serien-Hauptdarstellerin – Comedy
Tichina Arnold – Alle hassen Chris
- Holly Robinson Peete – Love, Inc.
- Jill Marie Jones – Girlfriends
- Rachel True – Half & Half
- Tracee Ellis Ross – Girlfriends

### Bester Serien-Nebendarsteller – Comedy
Reggie Hayes – Girlfriends
- Chico Benymon – Half & Half
- Kenan Thompson – Saturday Night Live
- Mehcad Brooks – Desperate Housewives
- Terry Crews – Alle hassen Chris

### Beste Serien-Nebendarstellerin – Comedy
Camille Winbush – The Bernie Mac Show
- Kellita Smith – The Bernie Mac Show
- Telma Hopkins – Half & Half
- Valarie Pettiford – Half & Half
- Wanda Sykes – Lass es, Larry!

### Beste Serie – Drama
Grey’s Anatomy
- Welcome, Mrs. President
- CSI: Miami
- Dr. House
- Lost

### Bester Serien-Hauptdarsteller – Drama
Isaiah Washington – Grey’s Anatomy 
- Hill Harper – CSI: NY
- Ice-T – Law & Order: New York
- Jesse L. Martin – Law & Order
- Omar Epps – Dr. House

### Beste Serien-Hauptdarstellerin – Drama
Vivica A. Fox – Missing – Verzweifelt gesucht
- CCH Pounder – The Shield – Gesetz der Gewalt
- Khandi Alexander – CSI: Miami
- Kimberly Elise – Close to Home
- Marianne Jean-Baptiste – Without a Trace – Spurlos verschwunden

### Bester Serien-Nebendarsteller – Drama
Gary Dourdan – CSI: Den Tätern auf der Spur
- Dennis Haysbert – 24
- Harry J. Lennix – Welcome, Mrs. President
- James Pickens junior – Grey’s Anatomy
- Mekhi Phifer – Emergency Room – Die Notaufnahme

### Beste Serien-Nebendarstellerin – Drama
S. Epatha Merkerson – Law & Order
- Aisha Tyler – 24
- Chandra Wilson – Grey’s Anatomy
- Kerry Washington – Boston Legal
- Pam Grier – The L Word – Wenn Frauen Frauen lieben

### Bester Fernsehfilm oder Miniserie
Lackawanna Blues
- Mississippi Justice
- Als das Morden begann
- The Reading Room
- Die Liebe stirbt nie

### Bester Darsteller – Fernsehfilm/Miniserie
Terrence Howard – Lackawanna Blues
- Idris Elba – Als das Morden begann
- Jeffrey Wright – Lackawanna Blues
- Michael Ealy – Die Liebe stirbt nie
- Ruben Santiago-Hudson – Die Liebe stirbt nie

### Beste Darstellerin – Fernsehfilm/Miniserie
S. Epatha Merkerson – Lackawanna Blues
- Carmen Ejogo – Lackawanna Blues
- Halle Berry – Die Liebe stirbt nie
- Macy Gray – Lackawanna Blues
- Rosie Perez – Lackawanna Blues

### Bester Darsteller – Seifenoper
Shemar Moore – Schatten der Leidenschaft
- Antonio Sabato junior – Reich und Schön
- Bryton James – Schatten der Leidenschaft
- Kristoff St. John – Schatten der Leidenschaft
- Michael B. Jordan – All My Children

### Beste Darstellerin – Seifenoper
Victoria Rowell – Schatten der Leidenschaft
- Christel Khalil – Schatten der Leidenschaft
- Marla Gibbs – Passions
- Tonya Lee Williams – Schatten der Leidenschaft
- Tracey Ross – Passions

### Beste Talkshow, Nachrichten- oder Informationssendung
Tavis Smiley
- CNN Coverage: Honoring Rosa Parks
- Judge Mathis
- The Tyra Banks Show
- Unforgivable Blackness: The Rise and Fall of Jack Johnson

### Bestes Varieté
BET Awards 2005
- Black Movie Awards – A Celebration of Black Cinema: Past, Present, and Future
- Oscarverleihung 2005
- Mo’Nique’s Fat Chance
- Def Poetry

### Bestes Kinderprogramm
Raven-Symoné Pearman – Raven blickt durch 
- Jo Marie Payton-Noble – The Proud Family Movie
- Kevin Clash – Sesamstraße
- Kyla Pratt – The Proud Family Movie
- Tommy Davidson – The Proud Family Movie

### Bester Regisseur einer Drama-Serie
Paris Barclay – Cold Case – Kein Opfer ist je vergessen
- Janice Cooke-Leonard – Charmed – Zauberhafte Hexen
- Janice Cooke-Leonard – One Tree Hill
- Janice Cooke-Leonard – Summerland Beach
- Phillip G. Atwell – The Shield – Gesetz der Gewalt

### Bester Regisseur einer Comedy-Serie
Millicent Shelton – The Bernie Mac Show
- Eric Dean Seanton – Raven blickt durch
- James D. Wilcox – What’s Up, Dad?
- Ken Whittingham – Alle hassen Chris
- Mattie C. Caruthers – What’s Up, Dad?

## Gewinner und Nominierte im Bereich Musik

### Bester Newcomer
Chris Brown
- Bobby Valentino
- Keyshia Cole
- Leela James
- Omarion

### Bester Künstler
Jamie Foxx
- Common
- Kanye West
- Kem
- Stevie Wonder

### Beste Künstlerin
Alicia Keys
- India.Arie
- Mariah Carey
- Mary J. Blige
- Toni Braxton

### Bestes Duo oder beste Gruppe
Destiny’s Child
- The Black Eyed Peas
- Earth, Wind and Fire
- Floetry
- Ray Charles und Various Artists

### Bester Jazzkünstler
Najee
- Billy Miles
- Jermaine Gardner
- Mike Phillips
- Onaje Allan Gumbs

### Bester Gospelkünstler
Yolanda Adams – Day by Day
- CeCe Winans – Purified
- Donnie McClurkin – Psalms, Hymns, & Spiritual Songs
- Kirk Franklin – Hero
- Mary Mary – Mary Mary

### Bestes Musikvideo
Alicia Keys – Unbreakable
- Common – Testify
- Destiny’s Child – Stand Up For Love
- Kanye West – Diamonds From Sierra Leone
- Mariah Carey – We Belong Together

### Bestes Lied
Unbreakable – Alicia Keys
- Be Without You – Mary J. Blige
- Diamonds From Sierra Leone – Kanye West
- I Can’t Stop Loving You – Kem
- We Belong Together – Mariah Carey

### Bestes Album
The Emancipation of Mimi – Mariah Carey
- Alicia Keys Unplugged – Alicia Keys
- The Breakthrough – Mary J. Blige
- Late Registration – Kanye West
- So Amazing: An All-Star Tribute to Luther Vandross – Luther Vandross